# Regierender Bürgermeister von Berlin
Der Regierende Bürgermeister von Berlin ist der Regierungschef des Landes Berlin und zugleich Stadtoberhaupt Berlins. Er führt den Vorsitz im Berliner Senat, bestimmt die Richtlinien der Regierungspolitik, überwacht deren Einhaltung und repräsentiert Berlin. Der Regierende Bürgermeister wird vom Berliner Abgeordnetenhaus gewählt.
Der Regierende Bürgermeister von Berlin ernennt die weiteren Regierungsmitglieder (Senatoren) und bestimmt zwei von ihnen zu Bürgermeistern, seinen Stellvertretern.
Er wird in seiner Arbeit durch die Senatskanzlei unterstützt.
Die zwölf Bezirke, in die Berlin unterteilt ist, haben jeweils einen Bezirksbürgermeister. Diese sind jedoch keine klassischen Bürgermeister, da die Bezirke aufgrund der Stellung Berlins als Einheitsgemeinde nicht ihrerseits eigene Gemeinden sind.
Regierender Bürgermeister von Berlin ist seit dem 27. April 2023 Kai Wegner. Er regiert mit einer schwarz-roten Landesregierung (Senat Wegner).

## Begriffsgeschichte
Der Titel Regierender Bürgermeister geht auf die Verfassung von Berlin vom Jahr 1948 zurück. Dort heißt es in Artikel 40 Absatz 2: „Der Senat besteht aus dem Regierenden Bürgermeister, dem Bürgermeister als seinem Vertreter, sowie höchstens sechzehn Senatoren.“ Die Verfassung von 1948 definiert auch die Bezirksbürgermeister, die der Dienstaufsicht des Regierenden Bürgermeisters unterliegen. Insofern ist Regierender Bürgermeister gleich bedeutend mit dem in anderen großen deutschen Städten üblichen Titel Oberbürgermeister.

## Amtskonstitution
In Berlin wird die Regierungsgewalt durch den Senat ausgeübt. Er besteht aus dem Regierenden Bürgermeister und bis zu zehn weiteren Senatsmitgliedern (Art. 55 der Verfassung von Berlin, VvB). Von diesen Senatoren in der Funktion von Ministern werden jeweils zwei als Bürgermeister vom Regierenden Bürgermeister zu seinen Stellvertretern ernannt (Art. 56 Abs. 2 Satz 2 VvB).
Dem Regierenden Bürgermeister kommt dabei eine Doppelfunktion zu, weil Berlin ein Stadtstaat ist: Zum einen ist er bezüglich der Rolle Berlins als Land der Bundesrepublik Deutschland einem Ministerpräsidenten gleichgestellt; zum anderen hat er die Funktion eines normalen Bürgermeisters, weil Berlin zugleich eine politische Gemeinde ist.
Der Regierende Bürgermeister wird gemäß Art. 56 Abs. 1 VvB mit der Mehrheit der Mitglieder des Abgeordnetenhauses von Berlin gewählt. Erreicht kein Kandidat diese Mehrheit, wird ein zweiter Wahlgang angesetzt. Wird auch dort diese Mehrheit nicht erreicht, genügt in einem dritten Wahlgang die einfache Mehrheit der Stimmen. Nicht jeder Regierende Bürgermeister war zuvor Spitzenkandidat seiner Partei bei einer Wahl zum Abgeordnetenhaus von Berlin.
Der Regierende Bürgermeister ernennt und entlässt gemäß Art. 56 Abs. 2 Satz 1 VvB die Senatoren von Berlin. Bis zum Inkrafttreten der letzten Verfassungsänderung vom 6. Juli 2006 wurden auch die einzelnen Senatoren vom Abgeordnetenhaus gewählt.
Das Abgeordnetenhaus kann dem Regierenden Bürgermeister mit der Zustimmung der Mehrheit der gewählten Mitglieder des Abgeordnetenhauses das Vertrauen entziehen (Art. 57 VvB). Bei Annahme eines Misstrauensantrages hat der Regierende Bürgermeister nach Art. 57 Abs. 3 Satz 2 VvB sofort zurückzutreten. Es handelt sich also um ein negatives bzw. destruktives Misstrauensvotum.
Der Regierende Bürgermeister verfügt etwa im Gegensatz zum Bundeskanzler über keine vollwertige Richtlinienkompetenz: Die Richtlinien der Regierungspolitik bestimmt er nach Art. 58 Abs. 2 VvB mit Billigung des Abgeordnetenhauses.
Mangels anderslautender Regelung ist im Rahmen des passiven Wahlrechts ein Mindestalter des Regierenden Bürgermeisters von 18 Jahren vorgesehen. Der Regierende Bürgermeister muss zudem kein Mitglied des Abgeordnetenhauses sein.
In der Ministerpräsidentenkonferenz (MPK) entspricht seine Stellung der eines Ministerpräsidenten.

## Amtssitz

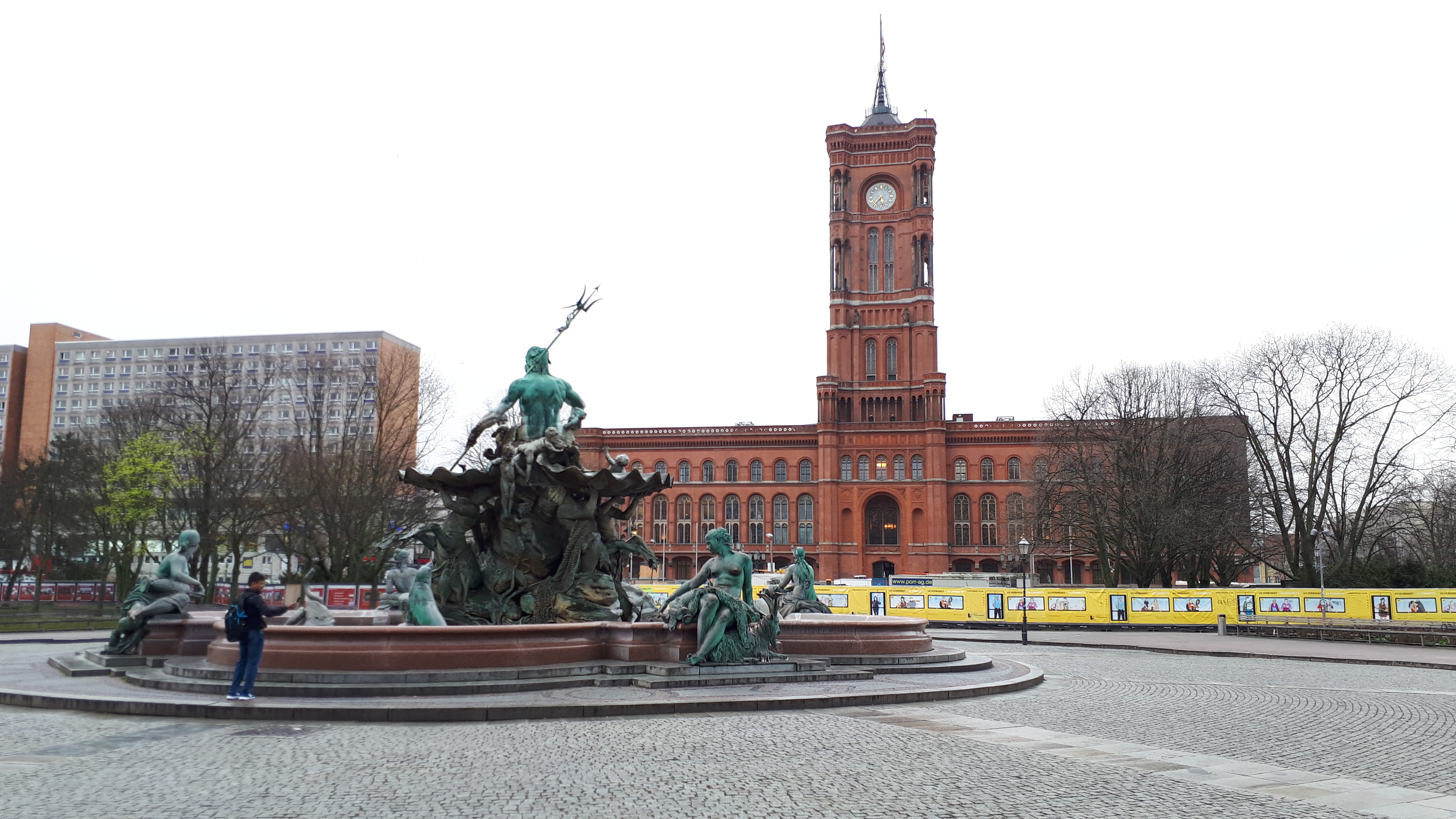
Rotes Rathaus – Senatskanzlei und Sitz des Regierenden Bürgermeisters

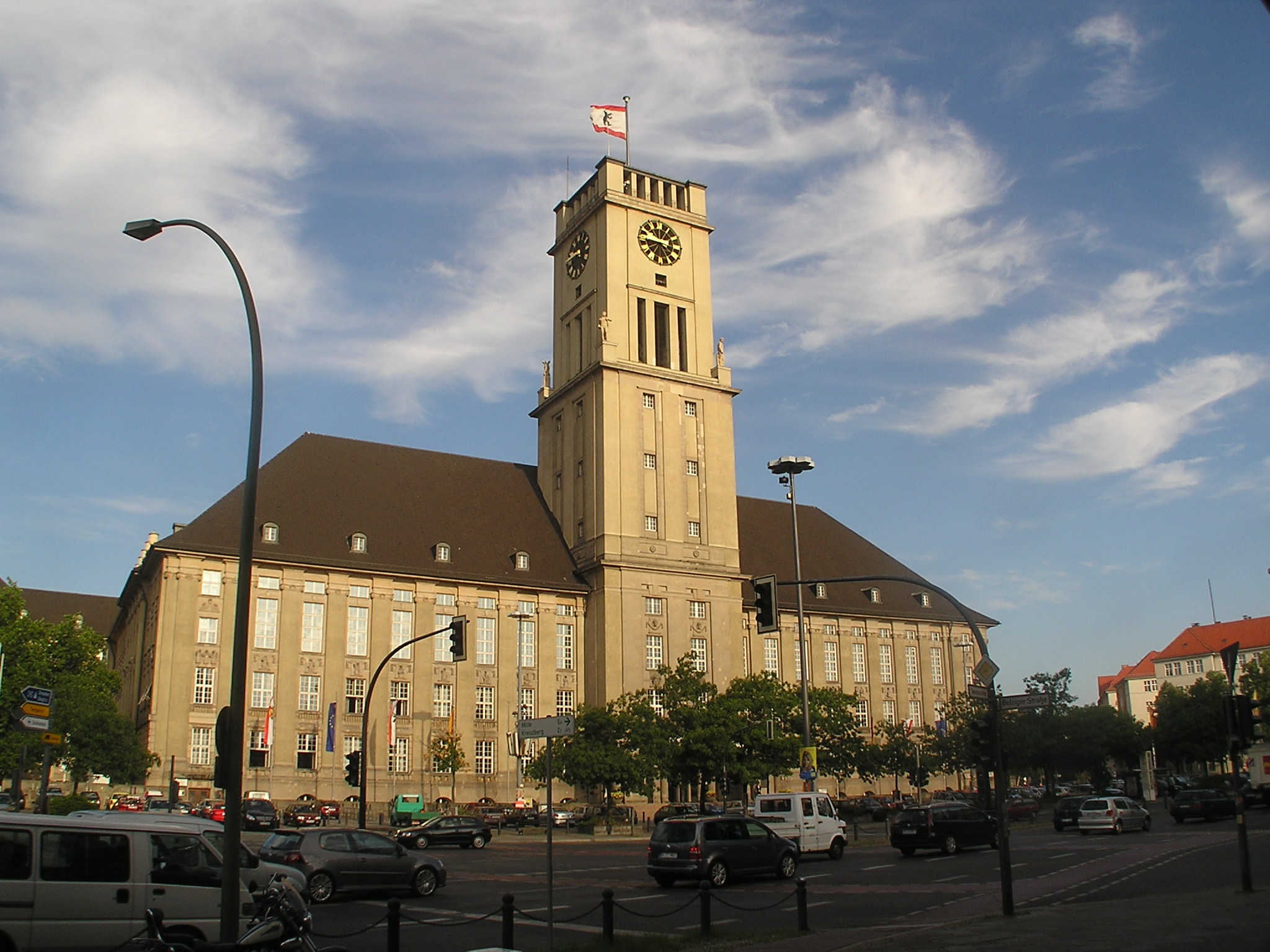
Während der Teilung war das Rathaus Schöneberg Amtssitz des Regierenden Bürgermeisters

Amtssitz des Regierenden Bürgermeisters und des Senats ist das Rote Rathaus (Berliner Rathaus). Durch die Teilung Berlins wurde eine Residenz für das Oberhaupt der westlichen Teilstadt notwendig. Von 1949 an bis 1991 war zu diesem Zweck das Rathaus Schöneberg Amtssitz des Regierenden Bürgermeisters von Berlin (bis 1990: Berlin [West]).

## Amtsbezüge
Der Regierende Bürgermeister erhält Amtsbezüge (Alimentationsprinzip). Diese setzen sich aus dem Grundgehalt und Zulagen sowie Zuschlägen zusammen. Dabei entspricht das Grundgehalt gemäß § 11 Senatorengesetz (SenG) dem 1,2-fachen des Grundgehalts der Besoldungsgruppe B 11. Nach der Besoldungstabelle 2014 waren das 165.407,76 Euro pro Jahr. Nach zwischenzeitlichen Anpassungen lag das Jahresgrundgehalt vom 1. April 2019 bis 31. Januar 2020 bei 193.418,35 Euro und seit dem 1. Dezember 2022 bei 212.568,48 Euro. Die Bezüge sind steuerpflichtig, allerdings hat der Regierende Bürgermeister – wie Beamte – keine Arbeitslosenversicherungs- und keine Rentenbeiträge zu entrichten. Er erhält wie seine Senatskollegen nach der Dauer der Amtszeit eine zu versteuernde Pension.

## Sonstiges
Aktuell leben mit Eberhard Diepgen, Walter Momper, Klaus Wowereit, Michael Müller und Franziska Giffey noch fünf ehemalige Regierende Bürgermeister.
Franziska Giffey ist die erste und bisher einzige Person, die nach ihrem Ausscheiden aus dem Amt der Regierenden Bürgermeisterin als Senatorin erneut einem Berliner Senat angehört.
Neben vielen Würdigungen durch Benennungen von Straßen, Plätzen, Skulpturen oder Einrichtungen sind frühere Amtsinhaber auch Namensgeber nachfolgender Auszeichnungen:
- Ernst-Reuter-Plakette
- Richard-von-Weizsäcker-Journalistenpreis
- Eberhard-Diepgen-Preis